# Kroers kyrka
Kroers kyrka (norska: Kroer kirke) är en kyrkobyggnad som ligger i Kroer i Ås kommun, Akershus fylke, Norge.

## Kyrkobyggnaden
Tre tidigare kyrkor har funnits på platsen. De har daterats till åren 1340, 1550 samt 1852. 1852 års kyrka förstördes i en brand annandag jul år 1923.
Nuvarande träkyrka är uppförd år 1925 efter ritningar av arkitekt Harald Sund.
Kyrkan består av ett långhus med öst-västlig orientering. I väster finns kyrktorn med ingång och i öster ett kor av samma bredd som långhuset. Öster om koret finns en vidbyggd smalare sakristia. Långhuset och sakristian har skiffertäckta sadeltak. Ytterväggarna är klädda med vitmålad stående panel. Tornets tak har en åttakantig tornspira. Kyrkorummet har brunbetsade väggar av liggtimmer och taket har ett vitmålat tunnvalv.

## Inventarier
- En åttakantig, kalkformad, dopfunt är målad med gråsvart ådring. Tillhörande lock är målat i rödbrunt med ljusgrått och har ett förgyllt kors ovanpå.
- Orgeln är tillverkad 1925 av J. H. Jørgensen, Oslo. Den är pneumatisk med sex stämmor, en manual och pedal.
- Altartavlan är utförd av Dina Aschehoug och är en kopia av en tavla utförd av Adolph Tidemand. Motivet är Jesu dop. Längst ned finns en inskription i guld på svart botten (Matt. 3:17).